# Stagnicola montanensis
Stagnicola montanensis är en snäckart som först beskrevs av F. C. Baker 1913.  Stagnicola montanensis ingår i släktet Stagnicola och familjen dammsnäckor. IUCN kategoriserar arten globalt som livskraftig. Inga underarter finns listade i Catalogue of Life.